# Lukáš Kašpar
Lukáš Kašpar (ur. 23 września 1985 w Moście) – czeski hokeista, reprezentant Czech.

## Kariera
- HC Litvínov (2002–2004)
- Ottawa 67’s (2004–2005)
- Cleveland Barons (2005−2006)
- Worcester Sharks (2006–2009)
- San Jose Sharks (2007–2009)
- Kärpät (2009–2010)
- Barys Astana (2010–2012)
- Donbas Donieck (2012–2014)
- Jugra Chanty-Mansyjsk (2014–2015)
- Kärpät (2015)
- Slovan Bratysława (2015–2016)
- Dinamo Moskwa (2016–2017)
- Slovan Bratysława (2017–2018)
- HC Kometa Brno (2018)
- HC Litvínov (2018-2020)
- BK Mladá Boleslav (2020)
- Anglet (2020)

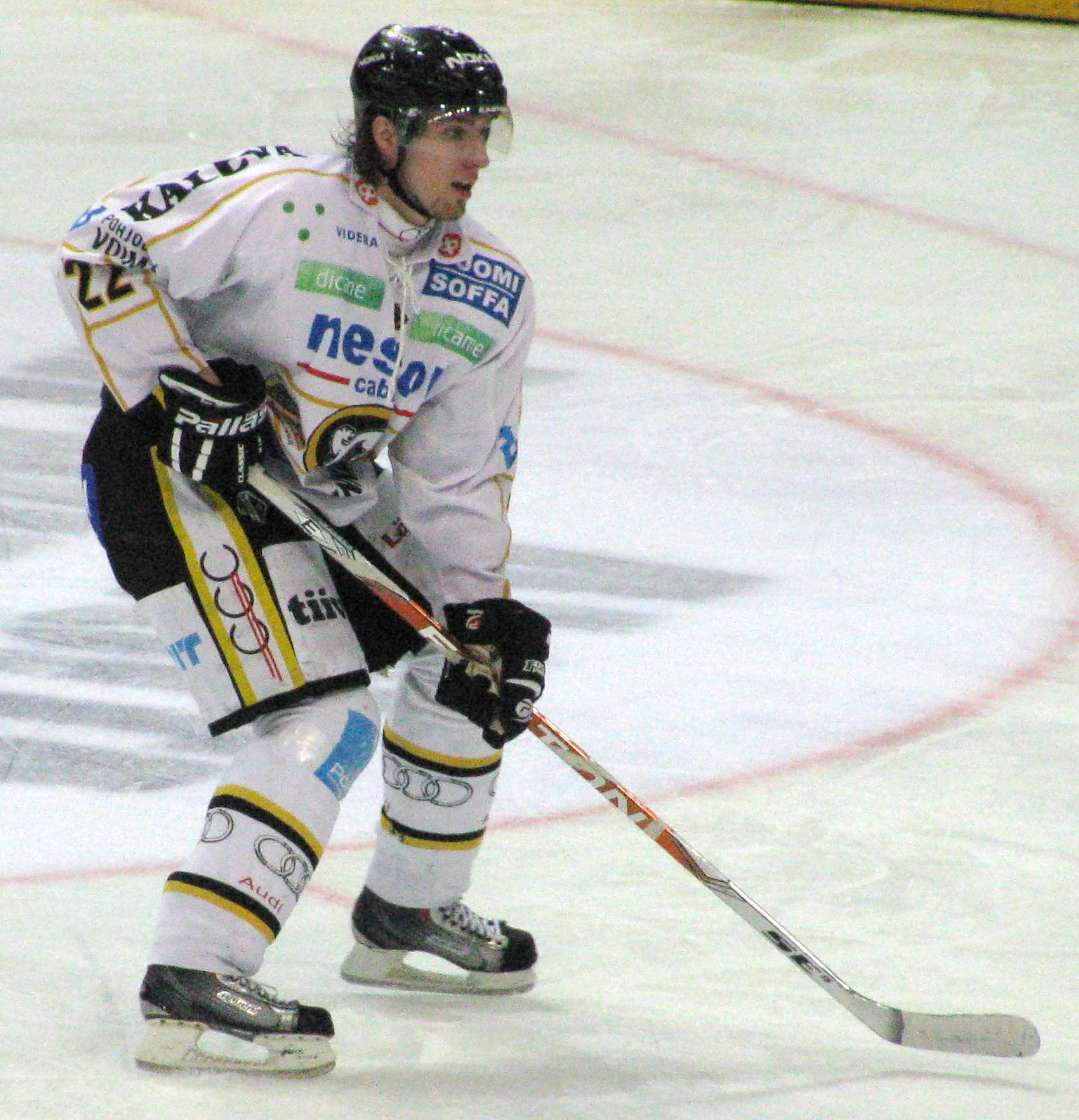
Lukáš Kašpar w barwach Kärpät (2010)

Jest wychowankiem drużyny HC Litvínov. 26 czerwca 2004 roku został wybrany numerem dwadzieścia dwa w pierwszej rundzie draftu NHL. Na swój pierwszy mecz w NHL musiał czekać do sezonu 2007/2008, kiedy to zagrał w trzech meczach. 12 października 2008 roku strzelił swoją pierwszą bramkę w lidze, grając przeciwko Los Angeles Kings. Była to jedyna bramka w spotkaniu, w Kašpar znalazł się w trójce graczy spotkania. Przeważnie grał w afiliacji rekinów – Worcester Sharks. Po pięciu latach gry w Ameryce wrócił do Europy w sezonie 2009/2010. W latach 2010–2012 był zawodnikiem kazachskiego klubu Barys Astana. Na początku sierpnia 2012 roku związał się umową z ukraińskim klubem Donbas Donieck, debiutującym w KHL od sezonu 2012/2013. Od lipca 2014 zawodnik Jugry Chanty-Mansyjsk. Od lutego 2015 ponownie zawodnik fińskiego klubu Kärpät. Od sierpnia 2015 zawodnik Slovana. Od końca kwietnia 2016 zawodnik Dinama Moskwa. Od lipca 2017 ponownie zawodnik Slovana. W czerwcu 2018 został zawodnikiem Komety Brno, powracając tym samym po 14 latach do ligi czeskiej. Od listopada 2018 do stycznia 2020 był zawodnikiem HC Litvínov. Pod koniec stycznia 2020 przeszedł do BK Mladá Boleslav. Po sezonie 2019/2020 odszedł z klubu. W sierpniu 2020 został zaangażowany przez francuski klub z Anglet.

## Kariera reprezentacyjna
Uczestniczył w turniejach mistrzostw świata juniorów do lat 20 w 2004, 2005. Uczestniczył w turniejach mistrzostw świata w 2010, 2012, 2015, 2016.

## Sukcesy
Reprezentacyjne
- Brązowy medal mistrzostw świata Juniorów do lat 20: 2005
- Złoty medal mistrzostw świata: 2010
- Brązowy medal mistrzostw świata: 2012

Klubowe
- Puchar Kontynentalny: 2013 z Donbasem
- Złoty medal mistrzostw Finlandii: 2015 z Kärpät

Indywidualne
- KHL (2010/2011): Mecz Gwiazd KHL